# 8188 Okegaya
8188 Okegaya è un asteroide della fascia principale. Scoperto nel 1992, presenta un'orbita caratterizzata da un semiasse maggiore pari a 3,1588124 UA e da un'eccentricità di 0,1330642, inclinata di 12,12653° rispetto all'eclittica.
L'asteroide è dedicato all'omonima zona paludosa, ricca di biodiversità, nella parte occidentale della Prefettura di Shizuoka in Giappone.